# Wrata
Wrata (bułg. Врата) – wieś w Bułgarii, w obwodzie Płowdiw, w gminie Asenowgrad. Według danych szacunkowych Ujednoliconego Systemu Ewidencji Ludności oraz Usług Administracyjnych dla Ludności, 15 czerwca 2020 roku miejscowość liczyła 15 mieszkańców.